# George Beurling
George Frederick Beurling ps., „Buzz”, „Screwball” (ur. 6 grudnia 1921, zm. 20 maja 1948) – kanadyjski lotnik, czołowy kanadyjski as myśliwski okresu II wojny światowej. Odniósł 31 zwycięstw powietrznych.

## Życiorys

### Młodość
Urodził się w 1921 w Verdun (obecnie dzielnica Montrealu) jako trzecie z pięciorga dzieci. Był synem Fredericka Gustava Beurlinga, Szweda i Hetty Florence Gibbs. Lotnictwem zaczął się interesować w wieku 6 lat, kiedy ojciec zrobił dla niego model samolotu. Gdy miał 9 lat, biegał po szkole na pobliskie Lassale Road podziwiać samoloty. Rodzice chcieli, aby studiował na McGill University i został artystą handlowym jak jego ojciec. Szkołę rzucił w wieku 15 lat, zatrudnił się w fabryce odbiorników radiowych, a dodatkowo wykonywał różne prace na lotnisku. Rok później, wylatał 150 godzin z instruktorem i odbył swój pierwszy samodzielny lot. Licencję pilota otrzymał 16 kwietnia 1939. Chcąc zwiększyć doświadczenie lotnicze, postanowił udać się do Chin i wstąpić w szeregi Sił Powietrznych Republiki Chińskiej, które walczyły przeciwko japońskiemu najeźdźcy. Podczas podróży przez Stany Zjednoczone został zatrzymany za nielegalny pobyt i deportowany do Kanady. Nie zważając na to, usiłował zaciągnąć się do lotnictwa Finlandii, aby walczyć w wojnie zimowej, lecz jego ojciec nie wyraził wymaganej zgody rodzicielskiej.

### II wojna światowa
Gdy wybuchła wojna, Beurling próbował wstąpić do Royal Canadian Air Force, lecz nie został przyjęty z powodu braku wykształcenia. W lipcu 1940 zamustrował na chilijski parowiec Valparaiso, którym przybył do Glasgow, aby dołączyć do Royal Air Force, gdzie wykształcenie nie było wymagane. Niestety zapomniał aktu urodzenia co go zmusiło de powrotu do Kanady. 7 września 1940 po kolejnej podróży przez Atlantyk został przyjęty do RAF i skierowany do 7 Operational Training Unit w Hawarden. Po szkoleniu, w stopniu sierżanta otrzymał przydział do 403 dywizjonu. Brał udział w eskortowaniu bombowców oraz w lotach na „wymiatanie”. Na początku 1942 jego dywizjon stał się wyłącznie kanadyjską jednostką a Beurling formalnie był pilotem brytyjskim i z tego powodu został przeniesiony do 41 dywizjonu w Sussex. 1 maja 1942 osiągnął swoje pierwsze zwycięstwo nad Fw 190. Dwa dni później podczas lotu bojowego zauważył pojedynczego Focke-wulfa, oderwał się od formacji i zestrzelił wroga nad przylądkiem Cap Gris Nez. Za opuszczenie formacji bez pozwolenia otrzymał naganę.
21 maja 1942 jego kolega pilot, młody mąż i ojciec, został skierowany do służby zamorskiej. Perspektywa opuszczenia Anglii nie zachwycała młodego pilota, Beurling, głodny przygód, zamienił się z kolegą. Wsiadł na statek i dopiero siedem dni później na Gibraltarze dowiedział się, że celem podróży jest Malta. Zaokrętował się na lotniskowiec HMS Eagle, 8 czerwca wraz z 30 innymi pilotami wystartował Spitfirem z lotniskowca, aby drogą powietrzną dostać się na Maltę. Na wyspie został przydzielony do 249 dywizjonu. Po czterech dniach uszkodził Bf 109. 6 lipca strącił 2 Macchi MC.202 i uszkodził messerschmitta, 10 lipca zestrzelił MC. 202 starszego sierżanta (Sergente Maggiore) Francesco Visentiniego. 12 lipca zapisał na swoje konto 3 Reggiane Re.2001. 23 lipca strącił kolejnego Re.2001. Następnego dnia otrzymał Distinguished Flying Medal. 27 lipca był dla Beurlinga „największym dniem na Malcie” zestrzelił dwa Mc. 202 oraz dwa Bf 109. Jego ofiarą padli sierżant (sergente) Faliero Gelli, kapitan (capitano) Furio Niclot Doglio (przedwojenny pilot doświadczalny który ustanowił 9 rekordów świata) oraz as Luftwaffe podporucznik (Leutnant) Karl-Heinz Preu. 30 lipca otrzymał promocję na pierwszy stopień oficerski podporucznika (pilot officer). Chwilowy zastój działań wojennych oraz ubogie racje żywnościowe i dyzenteria sprawiły, że Beurling spędził w łóżku większość sierpnia i września, odnosząc w tym czasie tylko jedno pewne zwycięstwo. 8 sierpnia, gdy ostrzeliwał Bf 109 dopadły go dwie inne „stodziewiątki”. Zgłosił, że ostrzelany przez niego messerschmitt spadł do morza, co potwierdził jego dowódca. Niestety spitfire Kanadyjczyka dostał w silnik, a uszkodzenie zmusiło go do lądowania na brzuchu na polu usianym kamieniami. Na szczęście odniósł tylko powierzchowną ranę w ramię. 25 września uszkodził 3 Bf 109. 10 października podczas prób spitfira, który wrócił z przeglądu, przechwycił dwa Bf 109, pierwszy trafiony w silnik lądował na brzuchu i skapotował, drugi dostał w zbiornik z paliwem i wybuchł w powietrzu. Trzy dni później zaatakował formację Ju 88 eskortowaną przez 30 Bf 109, najpierw strącił bombowca a chwilę potem zapalił myśliwca osłony i przeniósł ogień na drugiego messerschmitta, którego pilot ratował się skokiem na spadochronie. 16 października otrzymał Distinguished Flying Cross.

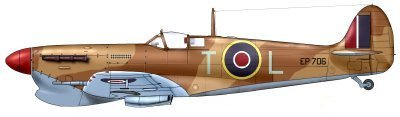
Spitfire VC, na którym Beurling odniósł najwięcej zwycięstw na Malcie

Beurling był przykładnym chrześcijaninem, niepalącym i niepijącym, podczas gdy jego współtowarzysze broni codziennie odwiedzali nocne lokale. Poświęcał się wyłącznie sztuce walki powietrznej. Jego usposobienie, był samotnikiem zarówno na ziemi, jak i w powietrzu, złościło jego dowódców za brak współpracy. Podczas lotów bojowych odznaczał się bezwzględną koncentracją, dzięki której opracował znaczną umiejętność odkładania poprawki przy strzelaniu, co w połączeniu z jego „świadomością sytuacyjną” czyniło go świetnym pilotem. Na jego sukces złożyły się również jego ponadprzeciętny wzrok oraz zdolność do „rzucania” spitfirem w gwałtowne manewry. Zaatakowany z tyłu ściągał na siebie drążek z taką siłą, że omal nie doprowadzał do przeciągnięcia samolotu, a w efekcie jego przepadnięcia i rozbicia. Ten nagły manewr był trudny do naśladowania dla ścigającego samolotu. Tylko bardzo doświadczony (lub szalony) pilot powtórzyłby ten manewr więcej niż dwa razy. Beurlingowi weszło to w nawyk. Wiedział, że spitfire sobie z tym poradzi i bezpiecznie wróci do bazy. Lecz Beurling nie był niepokonany, podczas pobytu na Malcie został zestrzelony 4 razy. 14 października (podczas swojego ostatniego lotu mad Maltą) wraz z sześcioma samolotami dywizjonu nawiązał walkę z formacją Ju 88 eskortowaną przez 60 myśliwców (Bf 109, Mc.202 i Re.2001), ostrzelał Ju 88, który odpowiedział ogniem, chwilę potem uszkodził messerschmitta, lecz inna niemiecka maszyna trafiła go od dołu. Ranny w łokieć, piętę i żebra ratował się skokiem ze spadochronem i trafił do szpitala.
Odwołany do Wielkiej Brytanii, 31 października 1942 wsiadł do samolotu B-24 wraz z innymi pilotami i ewakuowanymi cywilami. Podczas lądowania w Gibraltarze Liberator rozbił się w morzu, Beurling cudem przeżył. 4 listopada otrzymał Distinguished Service Order. Po dotarciu do Anglii został wysłany do Kanady, gdzie sprzedawał obligacje wojenne, był również gościem honorowym parady w rodzinnym Verdun i spotkał się z premierem Kanady Williamem Kingiem. 30 stycznia 1943 został porucznikiem (flying officer). Rany odniesione nad Maltą oraz ogólny zły stan zdrowia spowodowały kilkutygodniowy pobyt w szpitalu. W połowie 1943 w Vancouver poznał swoją przyszłą żonę, Dianę.

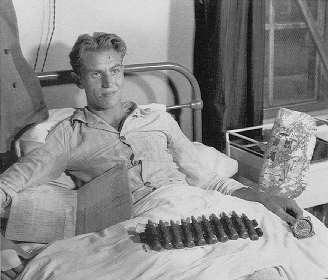
Beurling w szpitalu w 1943

Po pobycie w Kanadzie został skierowany jako instruktor do 61 Operational Training Unit. 8 czerwca podczas pozorowanej walki jego spitfire został przypadkowo ostrzelany i trafiony w silnik, który stanął w płomieniach. Beurling był zmuszony skakać na spadochronie. W czasie służby jako instruktor miał ponoć przelecieć pod mostem Crosskeys Bridge nad rzeką Nene.
1 września 1943 dostał przydział do Royal Canadian Air Force i wrócił do 403 dywizjonu wyposażonego w spitfiry IX, 24 września zestrzelił Fw 190. Żądał wyznaczenia go na dowódce eskadry mustangów, aby móc wykonywać samodzielne rajdy w głąb Niemiec, wniosek odrzucono. Mimo problemów dyscyplinarnych irytujących jego dowódcę awansował na kapitana (flight lieutenant). Za karkołomny lot tuż nad lotniskiem samolotem de Havilland Tiger Moth jego dowódca, podpułkownik (wing commander) Hugh Godefroy, postawił go przed sądem wojennym. Został karnie przeniesiony do sztabu 126 skrzydła, a następnie do 412 dywizjonu. Ostatnie, 31, zwycięstwo uzyskał 30 grudnia, zestrzeliwując Fw 190 niedaleko Compiègne we Francji. W kwietniu 1944 wrócił do Kanady, a w październiku został honorowo zwolniony ze służby w stopniu majora (squadron leader).

### Lata powojenne
Jego małżeństwo rozpadło się w marcu 1945 choć bez formalnego rozwodu. Przeżył wojnę, lecz nie mógł odnaleźć się w cywilu. W 1948 zaciągnął się do izraelskiego lotnictwa. 20 maja 1948 jego Noorduyn Norseman rozbił się podczas lądowania w Rzymie. Beurling i drugi pilot ponieśli śmierć.

## Ordery i odznaczenia
- Distinguished Service Order
- Distinguished Flying Cross
- Distinguished Flying Medal[18]